# Mystic Order of Veiled Prophets of the Enchanted Realm
Mystic Order of Veiled Prophets of the Enchanted Realm (en español: Orden Mística de los Profetas Velados del Reino Encantado) también conocida como M.O.V.P.E.R. o "Grotto", es un cuerpo auxiliar dependiente de la francmasonería. Es una organización social para maestros masones, y como tal, todos los maestros masones pueden unirse a ella y son bienvenidos. La orden alienta un renovado interés por las logias azules, a pesar de ello no pretende ser parte la masonería simbólica. Se puede reconocer a sus miembros porque llevan sobre sus cabezas un fez negro con una borla roja. Uno de los símbolos de la orden es el rostro de un hombre de aspecto árabe, con barba y bigote, que lleva un turbante rojo sobre su cabeza. Grotto es una organización caritativa dedicada a promover la fraternidad, la amistad y la diversión entre los maestros masones. 